# Štefan Küzmič
Štefan Küzmič ili Števan Küzmič (mađ.: Küzmics István) (Strukovci, Mađarska, danas Slovenija, oko 1723. – Surd, Mađarska, 22. prosinca 1779.) bio je slovenski pisac, prevoditelj, učitelj i evangelički pastor. Küzmič je preveo četiri evanđelja s grčkog na prekomurski dijalekt, što je postalo temelj prekomurskom književnom jeziku.
Štefan Küzmič rođen je u evangeličkom mjestu Strukovci (Sztrukócz, kasnije već Sűrűház) u Prekmurju, u Železnoj županiji. Küzmičev vršnjak Mikloš Küzmič nije mu bio u rodu (Küzmič je vrlo učestao ime u Prekmurju).
Osnovnu školu pohađao je u Radencima (Regede), a zatim u Kančevcima (Kancsócz/Alsószentbenedek), gdje se rodio i Mikloš Küzmič. Kasnije se obrazovao u Čobinu (Nemescsó) i Đuru (Győr), a naposljetku i Bratislavi. Govorio je mađarski, latinski, grčki i hrvatski jezik.
Svećeničku službu isprva je obavljao u Čobinu, gdje je napisao prvo djelo, Male szlovenszki katekizmus (Mali slovenski katekizam), koje nije bilo izdano za njegova života.
1755. godine dolazi u Šomodsku županiju, u Surdu (danas Zalska županija), kod Kaniža (Nagykanizsa). U Somogyu u 16. te 17. stoljeću veliki broj slovenskih katolika naseljava Prekmurje zbog reformacije i Turaka. U 18. stoljeću slovenski evangelici i katolici sele u tu županiju. Danas jedva nekoliko Slovenaca živi u Somogyu.
Zbog oskudnog prekomurskog rječnika Küzmič je koristio kajkavski jezik, baš kao i Mikloš Küzmič ili drugi slovenski pisci u Mađarskoj u 18. te 19. stoljeću. Števan i Mikloš Küzmič bili su značajni predstavnici slovenske književnosti u Mađarskoj tijekom 18. stoljeća.

## Djela
- Mali slovenski katekizam (Male szlovenszki katekizmus 1752.)
- ABC knjižica (ABC kni'snicza 1753.)
- Vöre Krsztsanske krátki Návuk csiszte rejcsi Bo'ze vözebráni i na nyou, Halle 1754.
- Nouvi Zákon ali Testamentom Gospodna nasega Jezusa Krisztusa zdaj oprvics zGrcskoga na sztári szlovenszki jezik obrnyeni po Stevan Küzmicsi Surdanszkom. F. Halle 1771.